# Animales domésticos (libro)
Animales domésticos es un conjunto de once cuentos de Alejandra Costamagna que ha recibido reconocimientos, tanto nacionales como internacionales, tales como el Premio Altazor (2012), y el Premio de literatura Anna Seghers 2008 de Alemania, entre otros, cuya primera edición en español fue publicada en abril de 2011 y su tercera edición en 2016. Además cuenta con una traducción al francés, publicada por la editorial L'atelier du Tilde.

## Características
A pesar de que el libro no trata específicamente sobre animales, sí tiene relación con el mundo animal. En algunos de los cuentos se menciona a gatos y perros con el objetivo de comparar el actuar humano con el de dichos animales; las similitudes saltan a simple vista, debido a que los personajes de las historias en su mayoría se dejan llevar por sus instintos o actúan sin pensar. Cabe destacar que los cuentos tienen un final abierto, lo cual deja el desarrollo de sus respectivos finales a la imaginación del lector. Es importante destacar que en su epígrafe cita a Idea Vilariño, poeta, ensayista y crítica Uruguaya.

## Argumento

### Yo, Claudio
Es el primer cuento, el cual habla acerca de Claudio y Claudia. Ambos se conocieron en un cine en el cual ella trabajaba. Luego de cinco días de su primer encuentro, Claudia contacto a Claudio y le pidió que salieran. Él pasó a buscarla al cine y se fueron a un pool y cuando se despidieron Claudio intento besarla, pero ella no lo dejó.  

Le pidió que la acompañara, pero no le dijo adónde. Se juntaron en la esquina de Morandé con Alameda, en una de las entradas de la farmacia. Era domingo (p. 11).
Alejandra Costamagna

La tercera vez que se vieron, Claudio acompañó a Claudia a un hospital en el cual supuestamente estaba la madre de ella, a quien creía muerta.

### Imposible salir de la Tierra
Julieta es una joven con una enfermedad grave, que debe ser operada.

Vive con su hermana, está por cumplir veinte años y ahora se va a morir. En principio tiene dos opciones: dejar que el cirujano corte y trate de componer las cosas, o no hacer nada (p.25).
Alejandra Costamagna

Esta joven tiene una hermana, con la cual ha pasado por tragedias anteriormente, como lo fueron la muerte de su padre y el posterior suicidio de su madre. Ambos hechos afectaron terriblemente a Julieta, a tal punto de que ya no le encuentra sentido a la vida.

### A las cuatro, a las cinco, a las seis
Isidora y Javier son una pareja que lleva años juntos, tienen un gato de mascota, el cual se enferma una madrugada y no encuentran veterinario para llevarlo, así que deciden ir a urgencias de un hospital, donde esperan horas para que finalmente el doctor no quiera atenderlos.

-	Pero ¿qué es esto? – preguntó el médico.
-	Un gato que se esta muriendo… - agregó ella con dramatismo. El médico la interrumpió antes de que siguiera con la tragedia: 
-	Tenemos el servicio colapsado y ustedes quieren que les vea a un gato. Oigan, ¿están locos?
(p.48).
Alejandra Costamagna

Al haber estado tantas horas en el hospital, se hace de día y encuentran una clínica veterinaria que esta próxima a abrir. En ese lugar atienden a su gato y les informan que tiene una infección y también es ahí donde Javier le dice a Isidora que quiere terminar la relación.

### Daisy está contigo
Un hombre que ha sufrido la pérdida de un ser querido (Alia) se encuentra una perra en su puerta, llamada Daisy, decide llamar al número que figura en la placa del animal y le contesta su dueña, la cual está muy emocionada porque han encontrado a su perra; el sujeto le pregunta por la recompensa y le da su dirección para que pueda ir a buscar a su mascota. 

La dueña: ¿aló? Tú: aló, tengo a la perra, ¿Cuánto ofreces? Tu oído recreando diálogos que te saquen del infierno clínico de las últimas semanas. La perra moviéndole la cola al teléfono, apostando a que su ama ya viene al rescate (p.56).
Alejandra Costamagna

El hombre se queda dormido y sueña con Alia y al despertar se encuentra con que la dueña de la perra está tocando el timbre; mira una vez más la medalla de Daisy.

### Hambre
Dos hijas celebran los setenta años de su madre, una de las hijas llega cansada, excusándose en el trabajo, pero la madre sabe que su cansacio de debe en realidad a su matrimonio; también sabe de la situación en la que se encuentra su hija menor, la cual tiene un amante que le manda mensajes expresándole que “tiene ganas de ella”.

La hija menor piensa que está loco. Ganas de ti!, vuelve a leer en la pantalla. Loco de remate. Y escribe de vuelta: mamá mal (p.67).
Alejandra Costamagna

### Pantajali
Un hombre conoce a una chica pelirroja llamada Luciana, en una clase de Yoga, a la que ambos llegaron por recomendación del mismo un terapeuta. 
La historia se centra en cómo los une la misma tragedia ocurrida en pasado: el asesinato del Hotel Valdivia.

Terror en el Hotel Valdivia, tituló el vespertino entonces. Y eso no fue todo: el hombre perforó además la oronda barriga del amante, un empresario gastronómico de apellido Román, con el plomo de siete fogonazos y acto seguido, con una puntería extraordinaria, se voló el corazón (p.78).
Alejandra Costamagna

La tragedia implica que uno es visto como el hijo del asesino y el otro el hijo de los asesinados. Como resultado, ambos se alejan, pero tiempo después Luciana le escribe al hombre para verlo de nuevo en una cita.

### Hombrecitos
Tania y Boris son dueños de una gata que se ha tragado un clip que más tarde vomita, por lo que deciden llevarla al veterinario, del cual Boris se pone celoso.

En el camino de vuelta a la casa no hablan. Es obvio, supone Boris, que Taniaustedtranquila está pensando en cómo hacerlo la próxima. ¿Con él o mejor con el tipo que ahora se cruza por la avenida y al que cede el paso donde no hay senda peatonal y frena el auto y le sonríe y poco menos que le aplaude? (p.87).
Alejandra Costamagna

Boris es un hombre que sufre de celos compulsivos, se imagina mil y una historias de cómo Tania lo engaña con quién a ella se le cruce en su camino. Ambos tienen una discusión a raíz de los celos de Boris en la cual Tania pierde la paciencia y arroja todas las cosas que se encontraban en la mesa en la cual estaba Boris, al suelo.  

### Pelos
Una mujer va a un salón de belleza y pide que la depilen completa. La depiladora se da cuenta de que aquella mujer es muy peluda, como un oso.

Un oso era lo que tenia al frente; no era una mujer esa mata velluda (p.95).
Alejandra Costamagna

Luego de depilarla, se queda conversando junto a su compañero que es estilista acerca de que hacer con la cera utilizada con la mujer a la que acababa de depilar.

### La epidemia de Traiguén
Una chica de 19 años está obsesionada con un hombre, quien había sido su jefe y amante que la despide sin razón alguna, por lo que decide seguirlo hasta a Japón, donde trabaja de cuidadora de niños.
Un día va con el bebé en el auto, ve al hombre y se baja para seguirlo, sin pensar, dejando al bebé dentro sin ventilación alguna. 

Solo al llegar al Suzuki parece recuperar su capacidad de razonar. Y lo que piensa es una obertura de lo que ocurre a continuación. Recién entonces recuerda que ha dejado al bebé adentro del automóvil (p.111).
Alejandra Costamagna

### El único orden posible
Una chica tiene algo que decir a su familia; se da vueltas y vueltas pensando cómo podrían reaccionar sus padres y su hermana, se sienta en la mesa y piensa en cómo decir la noticia que se supone tiene que decir.

Dice permiso, voy al baño. Pero en la mitad del pasillo se desvía y camina hasta la pieza que fue su pieza. Piensa que tiene que volver a dormir ahí, que va a poner un cartel en la entrada que advierta << Peligro hijos>>. Que lo va a soltar de una vez, que no lo va a soltar (p.123).
Alejandra Costamagna

### Nadie nunca se acostumbra
Jani, de 12 años, es obligada a ir de vacaciones con su padre a Argentina y dejar atrás a su perra Daisy. Jani tiene la costumbre de contar perros, pero cuando llega a Argentina, no ve ninguno y se frustra.
En el transcurso de la historia Jani continúa incómoda en la casa de su tía, y un día en el que decidió subir a la copa de un árbol divisó una jauría de perros. Estos empezaron a querer atacarla, a lo que su tía Bettina salió al rescate con un palo de escoba, pero no fue capaz de defender a la niña ya que los perros se le tiraron encima y la hirieron gravemente por lo que tuvieron que llevarla al hospital. 

Y ve que la tía Bettina sale a espantarlos con una escoba, ¡fuera perros mugrientos!, con su palito de escoba que da risa ¿Por qué no trajo el tubo de la aspiradora? (p.141).
Alejandra Costamagna

Sin importarle todo esto, Jani solo quiere volver con su madre Milena y con Daisy, su perrita.

## Recepción crítica
Desde su publicación en 2011, Animales domésticos ha recibido diversas críticas, entre las cuales se destacan las siguientes:    
Patricia Espinosa, crítica literaria, en un artículo para el diario Las Últimas Noticias señala la relevancia del rol femenino en los relatos de Alejandra Costamagna.

Con sutileza y sencillez, "Animales domésticos" va construyendo un particular discurso de género, basado en la constatación casi irónica del dolor de las mujeres, dolor del cual sólo pueden escapar mediante un dejarse llevar. Rescatar la inocencia de una dramaticidad apaciguada por la rutina, por medio de un realismo psicológico escueto, es uno más de los aciertos de estos relatos que no sólo fluyen con una prosa limpia, sino que no tienen la más mínima conmiseración con sus personajes.
Patricia Espinosa

Juan Andrés Piña, periodista chileno, en un artículo para la Revista Caras señala que la autora se centra en la complejidad de la convivencia entre parejas y familias.

Como en libros anteriores, aquí la escritora Alejandra Costamagna (Santiago, 1970) focaliza sus relatos en torno a la áspera y compleja convivencia de las parejas y de las familias. Aunque se centra en vivencias femeninas, la percepción del drama masculino constituye parte significativa del argumento.
Juan Andrés Piña

Diego Zuñiga, escritor, editor y periodista chileno, en un artículo realizado para la revista Rolling Stones expresa que sus cuentos guardan relación con Los ecos de Lorrie Moore, Miranda July, Grace Paley y Amy Hempel, la literatura uruguaya de Onetti, Felisberto Hernández; e Idea Vilariño y Armonía Somers, autoras de los epígrafes de libro. Y la literatura argentina, en la que destaca la influencia de dos narradoras: la periodista Leila Guerriero y la cuentista Hebe Uhart.

"Toda la buena literatura remite a otra buena literatura. "Animales domésticos” funciona en esa
línea. Son cuentos escritos por una lectora que va generando diálogos con sus propias lecturas, mientras desarrolla su mundo lleno de personajes solitarios; animales tristes que buscan un lugar donde dormir."
Diego Zúñiga

Lorena Amaro, profesora titular del Instituto de Estética de la Pontificia Universidad Católica de Chile, en un artículo para la revista Intemperie señala que los textos de Costamagna son tragedias que provocan emociones profundas a quienes los leen

"Los textos de Costamagna son tragedias muy contenidas, que estallan en el lector [...] El mundo de los otros animales, los animales domésticos que viven conflictivamente sus afectos, las amenazas de la vejez y la muerte; la familia como bestiario privilegiado en estas recomendables historias de  Alejandra Costamagna."
Lorena Amaro